# Château d'Olliergues
Le château d'Olliergues (ou château de Saint-Vincent) est situé dans la commune Olliergues dans le département du Puy-de-Dôme en région Auvergne-Rhône-Alpes. Sa construction probable remonterait au XIIe siècle et a été résidence des comtes d'Auvergne et de la famille du maréchal de Turenne.
Il abrite aujourd'hui le Musée des métiers et des traditions du Pays d'Olliergues qui est visitable de juillet à août.

## Situation
La château est situé au centre-ville même de la commune d'Olliergues. Il est érigé sur un rocher ceinturée par la Dore et un de ses bras.